# 파코 차파로
프란시스코 "파코" 차파로 하라(스페인어: Francisco "Paco" Chaparro Jara, 1942년 11월 30일, 안달루시아 주 세비야 ~)는 스페인의 전직 축구 공격수이자 감독이다.

## 축구 경력
차파로는 안달루시아 주 세비야 출신이다. 30세에 무릎 부상으로 선수 생활을 그만둔 그가 선수 시절에 거둔 최고 성과는 라요 바예카노 소속으로 세군다 디비시온 경기에 출전한 것으로, 차파로가 처음으로 맡은 1군 선수단은 엑스트레마두라였다. 그는 이후 하부 리그를 전전하며 카디스, 그라나다, 그리고 에시하(그는 이 곳에서 여러 직위를 맡았다), 그리고 헤레스를 차례로 지도했고, 후자의 경우 2부 리그 승격을 이룩하였고, 이후 베티스 유소년부 감독을 맡았다.
이후, 차파로는 녹백 군단의 수석 코치로 역임했다. 2006-07 시즌 최종전을 앞두고 그는 경질된 루이스 페르난데스의 후임으로 1군 감독이 되었고, 라싱 산탄데르와의 원정 경기에서 2-0으로 이기며 구단은 간신히 라 리가 잔류를 확정지었다. 그 직후, 그는 2군으로 돌아가 소속 구단의 세군다 디비시온 B 승격을 이룩했다.
차파로는 2007-08 시즌에도 2군 감독을 맡았지만, 엑토르 쿠페르가 14경기에서 승점 11점을 올리는데 그치면서 다시 1군 감독을 맡았다. 그의 임기 첫 경기는 비야레알과의 원정 경기로, 이 경기에서 1-0으로 이겼고, 베티스가 2007-08 시즌도 1부 리그 잔류를 확정지으면서 차파로는 계약을 1년 연장했다.
그러나, 2009년 4월 6일, 5경기 연속 무승부(5번째 무승부는 누만시아와의 안방 경기 3-3)와 2개월 연속 무승을 거두면서, 차파로 감독은 해임되었고, 결국 베티스는 시즌 끝에 강등되었다.